# Departamento de Veinticinco de Mayo (kommun i Río Negro)
Departamento de Veinticinco de Mayo är en kommun i Argentina.   Den ligger i provinsen Río Negro, i den sydvästra delen av landet, 1 200 km sydväst om huvudstaden Buenos Aires. Antalet invånare är 15 193.
Omgivningarna runt Departamento de Veinticinco de Mayo är i huvudsak ett öppet busklandskap. Trakten runt Departamento de Veinticinco de Mayo är nära nog obefolkad, med mindre än två invånare per kvadratkilometer.